# Котидж Гроув (град, Орегон)
Котидж Гроув (на английски: Cottage Grove) е град в окръг Лейн, щата Орегон, САЩ. Котидж Гроув е с население от 9345 жители (2007) и обща площ от 8,6 km². Намира се на 195 m надморска височина. ЗИП кодът му е 97424, 97472, а телефонният му код е 541.